# Aşağıkaracasu, Olur
Aşağıkaracasu là một xã thuộc huyện Olur, tỉnh Erzurum, Thổ Nhĩ Kỳ. Dân số thời điểm năm 2011 là 286 người.